# アルトゥル・ベルソン

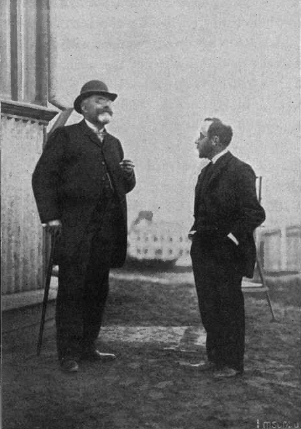
アルトゥル・ベルソン(右)とリヒャルト・アスマン（左）

アルトゥル・ヨーゼフ・スタニスラウス・ベルソン(Arthur Josef Stanislaus Berson) (1859年8月6日-1942年12月3日)はドイツの気象学者で、高層気象学の先駆者である。ガリツィア・ロドメリア王国のノイ・ザンデツ（現在のポーランドのノヴィ・ソンチ）出身。
ノイ・ザンデツのギムナジウムで学んだ後、ベルソンはウィーン大学で文献学を学んだ。その後、彼はフンボルト大学ベルリンにおいて気象学と地理学を学んだ。その時の教官の中には、フェルディナント・フォン・リヒトホーフェンやヴィルヘルム・フォン・ベゾルトらがいた。1890年、彼はベルリンの気象研究所でリヒャルト・アスマンの助手となった。また、この頃彼はドイツ最初の航空工学分野の組織である「Deutschen Verein zur Forderung der Luftschiffahrt」の幹事も務めていた。1900年、ベルリンのテーゲル地区に新設された航空観測所において彼は「Hauptobservator」(主任観測官)となった。その後、ベースコウにあるリンデンベルク航空観測所に移転した。1896年から1899年にかけて、ベルソンは「Zeitschrift fur Luftfahrt und Physik der Atmosphare」誌（航空および大気物理に関する雑誌）の編集者であった。
ベルソンは、科学調査のために熱気球による長距離飛行を行った事で広く知られている。1894年12月4日、彼は「Phoenix」と名づけた水素気球に乗り込んで、当時の最高記録であった高度9,155mまで上昇した。1901年1月10日、彼は砲兵将校のAlfred Hildebrandt (1870-1949)と共に気球に乗り、ベルリンから飛び立ってスウェーデンのMarkarydまで飛行した。これは史上初めてバルト海を飛行によって越えた快挙であった。1902年1月10日、彼は気球乗りのHermann Elias (1876-1955)と共に、気球による長距離飛行のドイツ国内記録を更新した。この時は二人でベルリンからウクライナ中央部のポルタヴァまで飛行した（1,470kmを30時間で飛行した）。
1890年代、彼は外国の気球乗り達と国際的な「同時上昇飛行」に参加していた。これらの上昇飛行はヨーロッパ域内の異なる場所の上空でどのような気候状況の違いがあるかを研究するために行われ、この作業を通じて観測方法の統一が図られるとともに、高層気象学という新しい科学の分野において国際協力が進んでいくこととなった。
1901年7月31日、彼は気象学者のラインハルト・シューリンクと共に飛行した。これが彼の行った飛行の中で最も有名なものである。ベルリンのTempelhofから「Preussen」号に乗って飛び立ち、ベルソンとシューリンクは最終的に海抜10,800mに到達した。高度6,000mで圧縮空気が必要になり、10,000mで二人とも気を失ったが、その後正気に戻りブランデンブルク州オーダー＝シュプレー郡のブリーセンに着陸させる事が出来た。着陸したのは飛行を始めてから7時間半後の事であった。彼らの記録的な上昇は、科学的にも重要な意義を持っていた。飛行と同時に飛揚された無人の大気観測気球の気象観測結果が、ベルソンとシューリンクの上昇飛行で観測された結果と一致したのである。この結果を受けて、リヒャルト・アスマンらの科学者たちは、そういった無人気球によって観測された気温データを疑う理由はもはや何もないと考えるようになり、この事が1902年のアスマン及びレオン・ティスラン・ド・ボールによる成層圏発見につながる重要な要素となったのである。
高高度飛行のもう一つの重要な側面として、気球乗りがかなりの高高度に達した場合に経験する生理学的な問題があった。そこでベルソンは生理学者のヘルマン・フォン・シュレーター(Hermann von Schrotter)やネーサン・ツンツ(Nathan Zuntz)を補助して、航空医学の分野での先駆的な実験を行った。その実験では上記の二人の生理学者と共に高高度気球飛行を行った他、ベルリンの「Judischen Krankenhaus」（ユダヤ人病院）にあった減圧室を使って、減圧症に関する詳しい研究が行われた。
その他の主なベルソンの業績としては、スヴァールバル諸島での気象観測凧を用いた気候学的研究や、ドイツ領東アフリカにおける先駆的な気象観測、そしてアマゾン盆地上空の高層大気の研究などがある。